# Świniary Małe
Świniary Małe (deutsch Klein Blumenau, bis 1894 Klein Schweinern) ist ein Ort der Gmina Wołczyn in der Woiwodschaft Opole in Polen.

## Geographie

### Geographische Lage
Świniary Małe liegt im nordwestlichen Teil Oberschlesiens im Kreuzburger Land. Das Dorf Świniary Małe liegt rund zehn Kilometer nordwestlich vom Gemeindesitz Wołczyn, rund 24 Kilometer nordwestlich der Kreisstadt Kluczbork und etwa 57 Kilometer nördlich der Woiwodschaftshauptstadt Oppeln.
Durch das Dorf fließt die Czarna Woda (Schwarzwasser).

### Nachbarorte
Nachbarorte von Świniary Małe sind im Norden Szymonków (Simmenau), im Südosten Świniary Wielkie (Groß Blumenau) und Wierzbica Dolna (Deutsch Würbitz), im Südwesten Włochy (Wallendorf), im Westen Polkowskie (Polkwitz) und im Nordwesten Woskowice Górne (Hennersdorf).

## Geschichte
1417 wird das Dorf erstmals als Besessen Sweinern erwähnt.
1845 bestand das Dorf aus einer evangelischen Schule und weiteren 20 Häusern. Im gleichen Jahr lebten in Klein Schweinern 186 Menschen, davon 44 katholisch. 1861 lebten in Klein Schweinern 149 Menschen. 1874 wurde der Amtsbezirk Deutsch Würbitz gegründet, zudem Klein Schweinern gehörte. 1885 lebten im Ort 173 Menschen. Um 1894 erfolgte die Umbenennung des Dorfes in Klein Blumenau.
1933 lebten in Klein Blumenau 91, 1939 wiederum 82 Menschen. Bis 1945 gehörte das Dorf zum Landkreis Kreuzburg O.S.
Als Folge des Zweiten Weltkriegs fiel Klein Blumenau 1945 wie der größte Teil Schlesiens unter polnische Verwaltung. Nachfolgend wurde der Ort in Świniary Małe umbenannt und der Woiwodschaft Schlesien angeschlossen. 1950 wurde es der Woiwodschaft Oppeln eingegliedert. 1999 kam der Ort zum neu gegründeten Powiat Kluczborski (Kreis Kreuzburg).